# Адуд ад-Даула

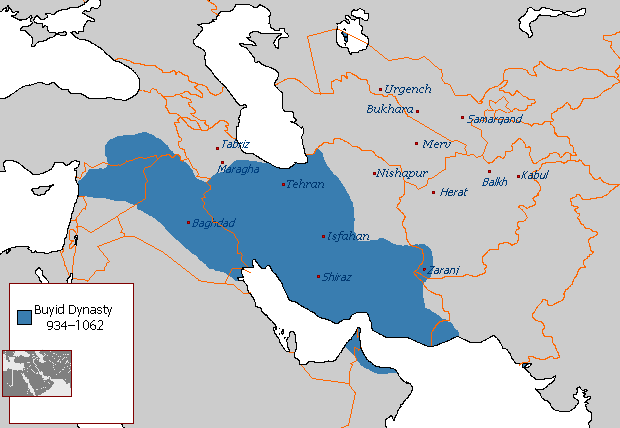
Володіння Буїдів на момент смерті Адуда ад-Даули

Адуд ад-Даула (араб. عضد الدولة), також Фанна Хозров (перс. فنا خسرو) — один з найвідоміших правителів Персії з династії Буїдів.

## Життєпис
Був сином Рукна ад-Даули Хасана (? -977), вихідця з войовничого кочового прикаспійського племені дейлемітів. Брат Рукна ад-Даули, Муїзз ад-Даула Ахмад (? -967), у 945 році захопив Багдад і поклав край політичній владі аббасидських халіфів, чим сприяв перетворенню Буїдів в головних політичних фігурантів на Близькому і Середньому Сході. Після смерті батька (977) Адуд ад-Даула об'єднав підвладні Буїдам землі в Іраку, Ірані та Омані. 
У роки його правління (949-983) династія Буїдів досягла вершини своєї могутності. Адуд ад-Даула вів загарбницькі війни проти Хамданідів в Сирії, Зиярідів у Табаристані і Саманідів в Хорасані. Він прославився не тільки як полководець і державний діяч, але і як меценат і покровитель науки і мистецтва. Свою столицю - Шираз, Адуд ад-Даула прикрасив величними архітектурними спорудами. Він називався «еміром емірів» (амір аль-умара) і першим в історії ісламу почав носити титул «шахиншах», що традиційно вважався ірано-зороастрійським. Помер через напад епілепсії.